# Джуртелеку-Шимлеулуй
Джуртелеку-Шимлеулуй (рум. Giurtelecu Şimleului, угор. Somlyógyőrtelek, нім. Wüst Görgen) — населений пункт на північному заході Румунії, у Трансильванії. Розташований на берегах річки Красна (притока Тиси).

## Клімат
Джуртелеку-Шимлеулуй має континентальний клімат, характеризується гарячим сухим літом і холодною зимою. Середня температура січня
-3 °С, липня +21,1 °C. В середньому щорічно випадає близько 627 мм опадів. Зимова температура зазвичай не нижче -10 °С, літня може досягати +35 °C.

## Населення
Населення в 2002 році налічувало 1055 осіб. У селищі поступово збільшується частка літніх людей.
| Рік       | 1715 | 1720 | 1750 | 1847 | 1869  | 1880 | 1890  | 1900  | 1910  | 1920  | 1992  | 2002  |
| Населення | 72   | 90   | 231  | 684  | 1,190 | 996  | 1,059 | 1,216 | 1,322 | 1,395 | 1,149 | 1,055 |

## Історія
Перші письмові згадки про Джуртелеку-Шимлеулуй сходять до 1259. У 1688 Джуртелеку-Шимлеулуй булв включений в територію монархії Габсбурґів, а потім стала частиною Королівства Угорщини в рамках створеної в 1867 році Австро-Угорської імперії. До 1919 село було частиною Королівства Угорщини. Вона знов стала частиною Угорщини під час Другої Світової війни.
У березні 1944 року німецькі війська окуповували Угорщину і почали масові депортації євреїв в табори смерті в окупованій Польщі. Під час німецької окупації в травні 1944 року євреї з селища були депортовані і загинули в нацистських таборах смерті.